# Kai Bloetjes
Kai Bloetjes (Alkmaar, 5 oktober 1989) is een Nederlands voormalig langebaanschaatser, marathonschaatser en inline-skater.

## Schaatsen
Bloetjes was een van de sporttalenten die worden ondersteund door de Stichting Sporttop. Zijn mentor was atleet Marko Koers. Hij schaatste voor de schaatsploeg van het Gewest Noord-Holland/Utrecht. Hij werd beschouwd als een groot talent. Op het NK junioren 2007 op de ijsbaan van Utrecht werd hij derde. Hij was gespecialiseerd in de middellange afstanden (1000m en 1500m).
In 2012 stopte Bloetjes met topsport om zich te focussen op zijn maatschappelijke carrière.

## Persoonlijke records
| Afstand    | Tijd    | Datum            | Baan       |
| ---------- | ------- | ---------------- | ---------- |
| 500 meter  | 37,77   | 13 maart 2008    | Heerenveen |
| 1000 meter | 1.14,06 | 1 maart 2008     | Hoorn      |
| 1500 meter | 1.54,02 | 13 maart 2008    | Heerenveen |
| 3000 meter | 4.00,76 | 23 december 2007 | Erfurt     |
| 5000 meter | 6.56,35 | 3 oktober 2009   | Berlijn    |

## Inline-skaten
Bloetjes debuteerde in het seizoen 2006/2007 bij de senioren in het inlinecircuit. Bij het NK senioren werd hij vijftiende.